# 紐氏假鰓鱂
紐氏假鰓鱂，為輻鰭魚綱鯉齒目鰕鱂亞目鰕鱂科的其中一種，為熱帶淡水魚，分布於非洲坦尚尼亞中部Bubu河流域，於1905年由Franz Hilgendorf描述為Fundulus neumanni，本魚體粗壯，體帶有藍色光澤，鱗框深褐色形成網狀紋，臀鰭最外緣為暗紅色，由外向內依序為黃、紅、灰色，尾鰭為紅色，形狀圓形，背鰭軟條14-18枚、臀鰭軟條15-16枚，體長可達6.5公分，棲息在底中層水域，生活習性不明，可作為觀賞魚。

## 擴展閱讀
維基物種上的相關：紐氏假鰓鱂
1. ↑  Nagy, B.; Watters, B. . The IUCN Red List of Threatened Species. 2019, 2019: e.T88026701A47189140  [15 November 2021]. doi:10.2305/IUCN.UK.2019-3.RLTS.T88026701A47189140.en .
2. ↑  Eschmeyer, William N.; Fricke, Ron & van der Laan, Richard (编). . Catalog of Fishes. California Academy of Sciences.   [8 September 2019].